# Andorra ved OL
Andorra deltog i olympiske lege første gang under Vinter-OL 1976, og har deltaget i samtlige vinter- og sommerlege siden. Andorra har aldrig vundet nogen medaljer.

## Medaljeoversigt
| Andorras medaljer under de olympiske sommerlege | Andorras medaljer under de olympiske sommerlege | Andorras medaljer under de olympiske sommerlege | Andorras medaljer under de olympiske sommerlege | Andorras medaljer under de olympiske sommerlege | Andorras medaljer under de olympiske sommerlege |                     | Andorras medaljer under de olympiske vinterlege | Andorras medaljer under de olympiske vinterlege | Andorras medaljer under de olympiske vinterlege | Andorras medaljer under de olympiske vinterlege | Andorras medaljer under de olympiske vinterlege | Andorras medaljer under de olympiske vinterlege |
| Lege                                            | Guld                                            | Sølv                                            | Bronze                                          | Totalt                                          | Rang                                            | Lege                | Guld                                            | Sølv                                            | Bronze                                          | Totalt                                          | Rang                                            |                                                 |
| 1976 Montréal                                   | 0                                               | 0                                               | 0                                               | 0                                               | –                                               | 1976 Innsbruck      | 0                                               | 0                                               | 0                                               | 0                                               | –                                               |                                                 |
| 1980 Moskva                                     | 0                                               | 0                                               | 0                                               | 0                                               | –                                               | 1980 Lake Placid    | 0                                               | 0                                               | 0                                               | 0                                               | –                                               |                                                 |
| 1984 Los Angeles                                | 0                                               | 0                                               | 0                                               | 0                                               | –                                               | 1984 Sarajevo       | 0                                               | 0                                               | 0                                               | 0                                               | –                                               |                                                 |
| 1988 Seoul                                      | 0                                               | 0                                               | 0                                               | 0                                               | –                                               | 1988 Calgary        | 0                                               | 0                                               | 0                                               | 0                                               | –                                               |                                                 |
| 1992 Barcelona                                  | 0                                               | 0                                               | 0                                               | 0                                               | –                                               | 1992 Albertville    | 0                                               | 0                                               | 0                                               | 0                                               | –                                               |                                                 |
| 1996 Atlanta                                    | 0                                               | 0                                               | 0                                               | 0                                               | –                                               | 1994 Lillehammer    | 0                                               | 0                                               | 0                                               | 0                                               | –                                               |                                                 |
| 2000 Sydney                                     | 0                                               | 0                                               | 0                                               | 0                                               | –                                               | 1998 Nagano         | 0                                               | 0                                               | 0                                               | 0                                               | –                                               |                                                 |
| 2004 Athen                                      | 0                                               | 0                                               | 0                                               | 0                                               | –                                               | 2002 Salt Lake City | 0                                               | 0                                               | 0                                               | 0                                               | –                                               |                                                 |
| 2008 Beijing                                    | 0                                               | 0                                               | 0                                               | 0                                               | –                                               | 2006 Torino         | 0                                               | 0                                               | 0                                               | 0                                               | –                                               |                                                 |
| 2012 London                                     | 0                                               | 0                                               | 0                                               | 0                                               | –                                               | 2010 Vancouver      | 0                                               | 0                                               | 0                                               | 0                                               | –                                               |                                                 |
| 2016 Rio de Janeiro                             | 0                                               | 0                                               | 0                                               | 0                                               | –                                               | 2014 Sotji          | 0                                               | 0                                               | 0                                               | 0                                               | –                                               |                                                 |
| 2020 Tokyo                                      |                                                 |                                                 |                                                 |                                                 |                                                 | 2018 Pyeongchang    | 0                                               | 0                                               | 0                                               | 0                                               | –                                               |                                                 |
| Totalt                                          | 0                                               | 0                                               | 0                                               | 0                                               |                                                 | Totalt              | 0                                               | 0                                               | 0                                               | 0                                               |                                                 |                                                 |